# Victor Giral
Pour les articles homonymes, voir Giral (homonymie).
Victor Giral, né le 14 septembre 1895 à Marseille, et mort le 7 février 1984 dans la même ville, est un footballeur français évoluant au poste de milieu de terrain.

## Biographie
Il joue à l'Olympique de Marseille de 1912 à 1922 et atteint avec le club phocéen la finale du Championnat de France de football USFSA 1919 perdue contre Le Havre AC sur le score de quatre buts à un.